# 南预螳属
南预螳属（学名：Austrovates）为螳科的一个属。

## 下属物种
本属包括以下物种：
- 巴布亚南预螳 Austrovates papua Milledge, 1997
- 杂色南预螳 Austrovates variegata Sjostedt, 1918